# Gonocalyx lilliae
Gonocalyx lilliae är en ljungväxtart som beskrevs av Al.Rodr. och J.F.Morales. Gonocalyx lilliae ingår i släktet Gonocalyx och familjen ljungväxter. Inga underarter finns listade i Catalogue of Life.